# Wielki ciężki słoń
Wielki ciężki słoń – drugi album studyjny polskiej grupy muzycznej Tworzywo Sztuczne. Wydawnictwo ukazało się 20 maja 2004 roku nakładem wytwórni muzycznej Asfalt Records w dystrybucji ITI Film Studio i EmbargoNagrania. Nagrania dotarły do 6. miejsca listy OLiS.
Album poprzedził wydany 2 lutego 2004 roku singel pt. "Tysiąc pięćset sto gwiazd". Do piosenki został zrealizowany również teledysk. Album był także promowany obrazem do utworu "Awaryjne światła".
Płyta uzyskała nominację do nagrody polskiego przemysłu fonograficznego Fryderyka w kategorii album roku muzyka alternatywna.

## Lista utworów
Opracowano na podstawie materiału źródłowego.
Album
1. "Wielki ciężki słoń" (muz. Emade, sł. Fisz, prod. Staszu Starship) – 5:09
2. "Moje piórko" (muz. Emade, sł. Fisz, prod. Emade) – 3:23
3. "Tysiąc pięćset sto gwiazd" (muz. Emade, sł. Fisz, prod. Emade) – 5:20
4. "Deszcz w butach" (muz. Emade, sł. Fisz, prod. Emade) – 5:41
5. "Awaryjne światła" (muz. Emade, sł. Fisz, prod. Emade) – 5:58
6. "Słoń 1" (muz. Emade, sł. Fisz, prod. Emade) – 0:27
7. "Urojenia" (muz. Emade, sł. Fisz, prod. Emade) – 4:01
8. "Wcielacz" (muz. Emade, sł. Fisz, prod. Emade) – 5:11
9. "Tramwaj" (muz. Emade, sł. Fisz, prod. Staszu Starship) – 4:21
10. "Słoń 2" (muz. Emade, sł. Fisz, prod. Emade) – 1:04
11. "Kółko" (muz. Emade, sł. Fisz, prod. Emade) – 5:02
12. "Grzyb" (muz. Emade, sł. Fisz, prod. Emade) – 4:59
13. "Słoń 3" (muz. Emade, sł. Fisz, prod. Emade) – 1:02
14. "Wiśnie" (muz. Emade, sł. Fisz, prod. Emade) – 7:23
15. "Słoń 4" (muz. Emade, sł. Fisz, prod. Emade) – 1:10

Singel
| Tysiąc pięćset sto gwiazd |
| --- |
| 1. "Tysiąc pięćset sto gwiazd (Radio Edit)" (prod. Emade) – 3:56 2. "Tysiąc pięćset sto gwiazd (Video Edit)" (prod. Emade) – 3:56 3. "Tysiąc pięćset sto gwiazd (Niewinni Czarodzieje High Remix)" (prod. Envee, Jealo) – 5:59 4. "Warszafka (All Sunrises Remix)" (prod. Wszystkie Wschody Słońca) – 3:06 5. "Sznurowadła (All Sunrises Remix)" (prod. Wszystkie Wschody Słońca) – 5:10 6. "Sznurowadła (Magierski Remix)" (prod. Magierski) – 3:38 7. "Sznurowadła (The Flow Boy Remix)" (prod. The Flow Boy) – 2:49 8. "Zapomnij (Live at Mózg)" – 2:26 9. "Sznurowadła" (teledysk, reżyseria: Tomasz Nalewajek, zdjęcia: Witek Płóciennik) – 3:41 10. "Warszafka" (teledysk, reżyseria: Magda Batorska, Monika Chojnacka, zdjęcia: Witek Płóciennik) – 4:30 |

## Twórcy
Opracowano na podstawie materiału źródłowego.

- Emade – muzyka, miksowanie, instrumenty klawiszowe, realizacja nagrań,
produkcja muzyczna, instrumenty perkusyjne, mastering
- Fisz – słowa, wokal prowadzący, rap, projekt graficzny, instrumenty perkusyjne
- Staszu Starship – gitara basowa, instrumenty klawiszowe, melodyjka, muzyka
- Kamila – wokal wspierający
- Wiktoria – wokal wspierający
- Pablo Hudini – wokal wspierający, rap
- Jerzy Zagórski – gitara
- Jacek Gawłowski – mastering
- Envee – produkcja muzyczna
- Jealo – produkcja muzyczna
- Paweł Pełczyński – saksofon
- Wszystkie Wschody Słońca – produkcja muzyczna
- Magierski – produkcja muzyczna, gitara
- Dominik Trębski – trąbka, instrumenty klawiszowe
- Titografia – projekt graficzny, producent wykonawczy
- The Flow Boy – produkcja muzyczna
- Nuno – wokal wspierający